# Arxiu Històric de Tarragona
L'Arxiu Històric de Tarragona, conegut també com a Arxiu Històric Provincial, és de titularitat estatal però de gestió autonòmica i recull, conserva i posa a disposició dels ciutadans documentació històrica, administrativa i personal en l'àmbit de la província de Tarragona; i en aquest cas concret també de la comarca del Tarragonès. L'arxiu va ser creat el 1944 com Arxiu històric provincial, durant molts anys va compartir personal i ubicació amb la Biblioteca Provincial, a partir de 1981 la seva gestió va passar a la Generalitat. Des del 1982 està situat al número 30 de la Rambla Vella de Tarragona aprofitant un antic claustre del convent del segle xviii dels franciscans a Tarragona.

## Història
L'origen de l'Arxiu Històric Provincial de Tarragona (AHT) se situa en temps de la Segona República amb l'aparició del Decret de creació dels Arxius Històrics Provincials, el 12 de novembre de 1931. El projecte del govern republicà preveia que els nous centres haurien d'acollir tan sols la documentació històrica notarial. Tanmateix, l'esclat de la guerra civil l'any 1936 va aturar la iniciativa. El 21 de gener de 1939 el nou règim va tornar a legislar en aquesta direcció i va crear el Decret de creació dels Arxius Històrics de Protocols. L'any 1944, es va constituir definitivament l'Arxiu Històric Provincial de Tarragona, per ingressar els protocols de diferents districtes notarials tarragonins, als quals s'afegí la documentació procedent de l'Arxiu Històric Municipal de Tarragona fins a l'any 1799.
L'any 1981, pels traspassos de competències de l'Estat a la Generalitat de Catalunya, el Departament de Cultura va assumir la gestió d'aquest Arxiu, juntament amb la dels arxius històrics provincials de Girona i Tarragona. A més a més, tal com estableix la Llei 10/2001, de 13 de juliol, d'arxius i documents, l'Arxiu forma part de la Xarxa d'Arxius Comarcals de la Generalitat de Catalunya i actua d'Arxiu Comarcal del Tarragonès.

## Funcions
L'AHT custodia actualment 183 fons documentals, incloses les col·leccions. Procedeixen en una gran part de l'administració perifèrica de l'Estat. En sobresurten els fons del Govern Civil –amb la important sèrie d'Associacions de tots els municipis tarragonins (1849-1982)-, la Delegació Provincial d'Hisenda, d'un volum considerable, la Gerència Territorial del Cadastre, amb una interessant col·lecció de 4.769 plànols parcel·laris de Rústica o “catastrones” de 130 municipis dels anys 1927-1960.
La capacitat de l'Arxiu és de 5.400 metres lineals de prestatgeria -distribuïts en set plantes de dipòsit documental, als quals cal sumar-hi 1.900 metres lineals del dipòsit auxiliar.

## Documents destacats

### Daguerrotips
Arran de la localització dins la col·lecció de l'Agrupació Fotogràfica de Tarragona de dos daguerreotips, es va plantejar la necessitat de procedir a restaurar-los, atenent a l'estat de degradació que mostraven. Considerats com la primera tècnica fotogràfica destacada, els daguerreotips presenten la particularitat de ser peces úniques, vertaderes joies de la història de la fotografia.
Els daguerreotips restaurats varen ser adquirits per membres de l'Agrupació Fotogràfica de Tarragona a l'antiquari Agapito, que estava establert a la plaça del Pallol de Tarragona. Se'n desconeix la procedència. La mida de les plaques (11,5x15 cm) suggereix que varen ser realitzats a la segona meitat del segle xix, en una època en què aquesta tècnica fotogràfica es trobava molt avançada.
La restauració ha estat portada a terme per l'especialista en conservació i restauració de material fotogràfic Pau Maynès, que ha efectuat un tractament amb un complexant a base d'amoníac, una neteja posterior amb aigua destil·lada i un darrer bany de neteja amb alcohol pur de qualitat anàlisi. Seguidament, s'ha incorporat un estoig hermètic, confeccionat amb materials de conservació imitant les presentacions de l'època. Finalment, s'han ubicat les peces en una caixa de conservació i preservació de cartró permanent i escuma de polietilè.

### Privilegi de Pere III

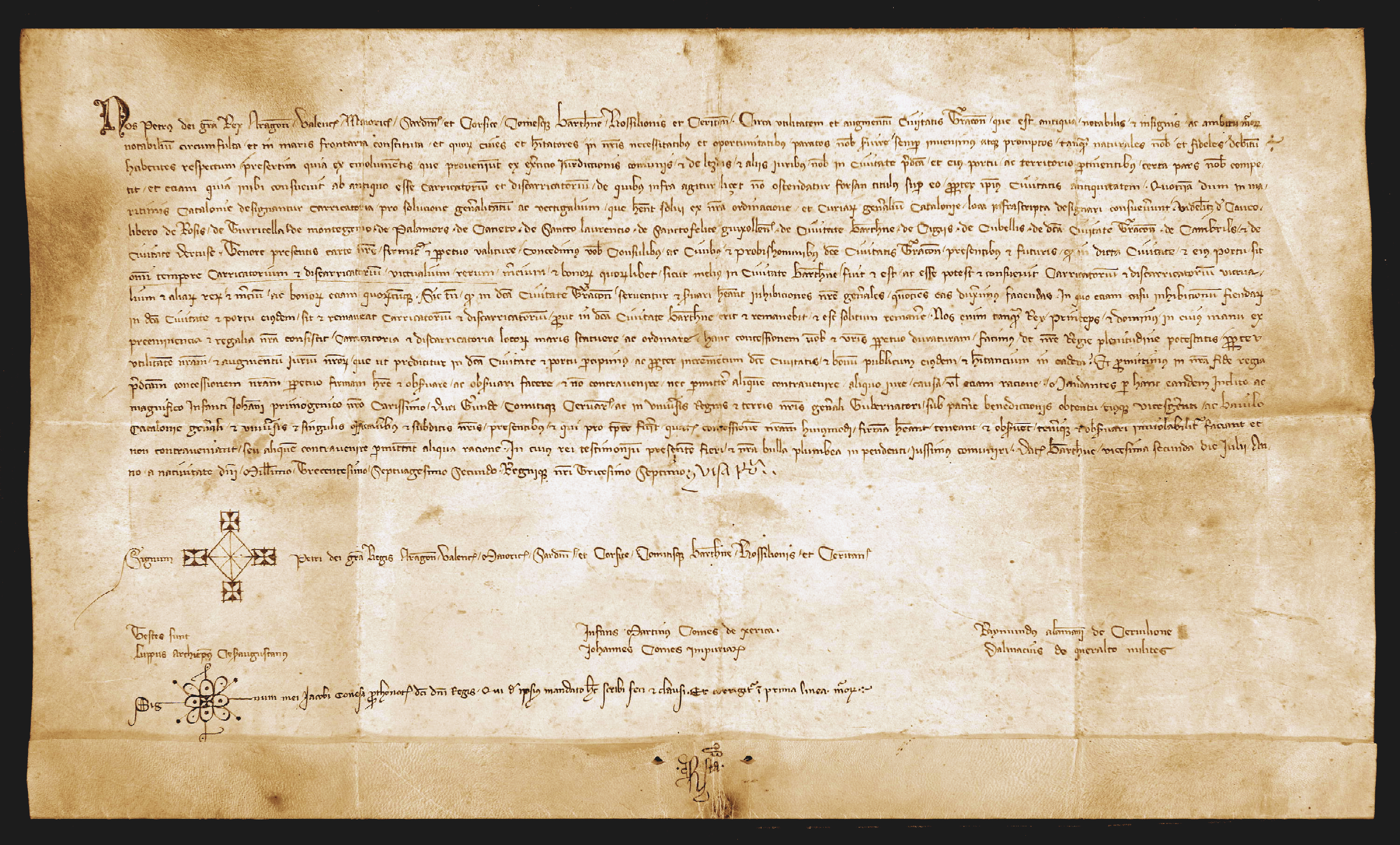
Privilegi de Pere III, el Cerimoniós, en què concedeix perpètuament a Tarragona i altres municipis de poder carregar i descarregar lliurement.

El Privilegi de Pere III del port de Tarragona és un pergamí amb butlla de plom corresponent a un privilegi que Pere III el Cerimoniós va concedir al Port de Tarragona el 22 de juliol de 1372.

### Document notarial de 1777

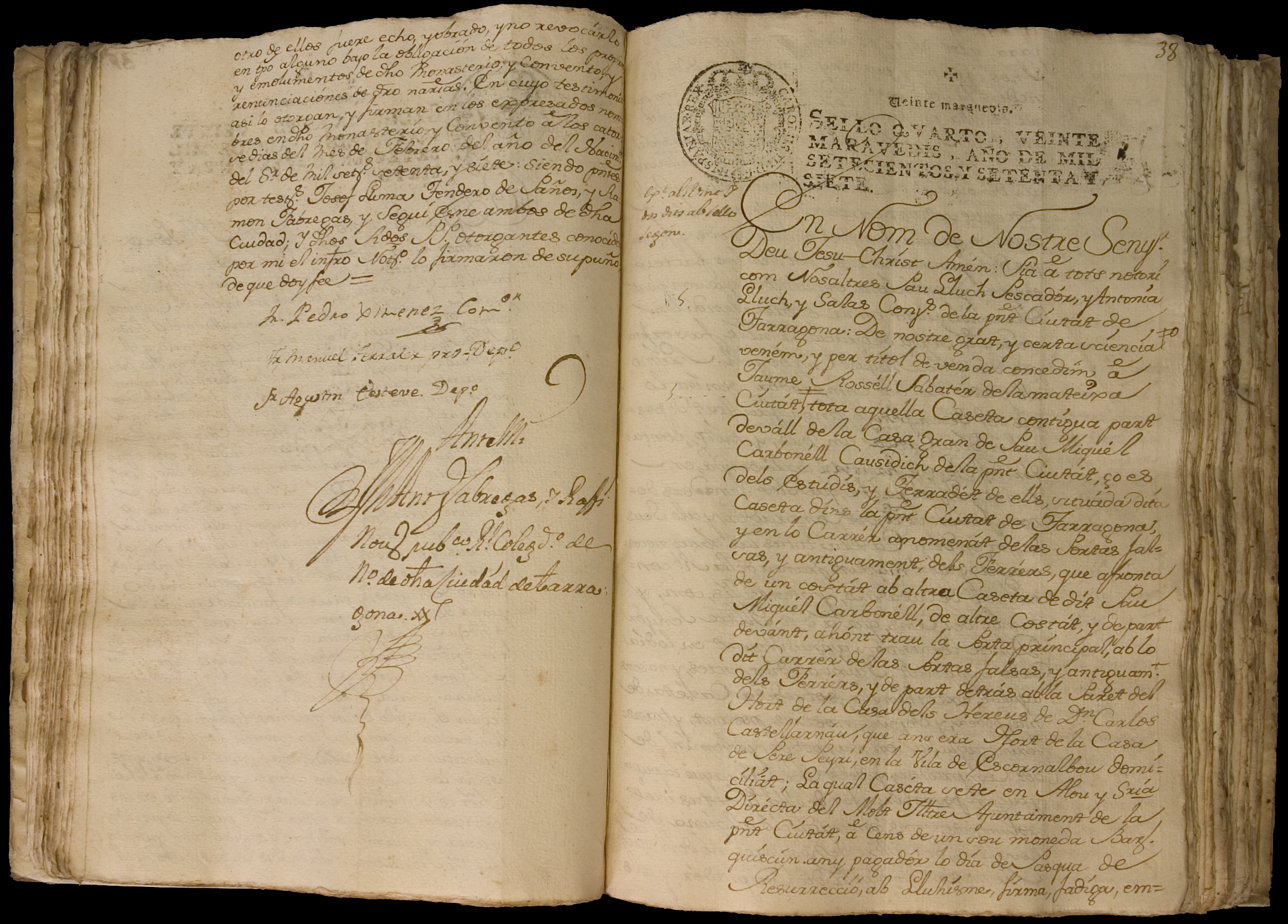
Escriptura del Manual de 1777 (de l'1 de gener al 18 de desembre) de Josep Antoni Fàbregues i Rafí.

Escriptura del Manual de 1777 (de l'1 de gener al 18 de desembre) de Josep Antoni Fàbregues i Rafí. Els cònjuges Pau Lluc, pescador i Antònia Sales, venen a carta de gràcia o empenyoren per 150 lliures una caseta del carrer de les Portes Falses o dels Ferrers -entre la del causídic Pau Miquel Carbonell, sota el seu estudi i la dels hereus del noble Carles de Castellarnau, amb porta principal a la plaça del Pallol i al carrer dels Cavallers, respectivament-, tinguda per l'Ajuntament, amb un cens anual d'1 s., a Jaume Rossell, sabater, tots de Tarragona. Els venedors l'havien comprat de la mateixa manera a l'esmentat Carbonell el 19 de febrer de 1773. Consten com a testimonis Josep Llima, botiguer de draps i el fill del notari, Ramon Fàbregues i Seguí, encara escrivent.

### Expedient del Club Gimnàstic de Tarragona
En el seu paper d'arxiu històric provincial, l'Arxiu Històric de Tarragona acull els fons de l'administració perifèrica de l'Estat, entre els quals es troba el del Govern Civil (1862-1989); dins aquest fons hi ha una de les sèries documentals més consultades del centre: els expedients d'associacions. Els governadors civils estaven obligats, mitjançant la Llei, a elaborar un registre especial d'associacions, disposició que explica l'existència d'aquesta sèrie.
El règim franquista, amb la intenció d'exercir un major control sobre la societat civil, aprovà, el 25 de gener de 1941, un decret que introduïa noves disposicions al dret d'associació, a l'espera de la redacció d'una llei més completa. Els governadors civils de cada província estaven obligats a eliminar la documentació administrativa de totes aquelles associacions dissoltes amb l'arribada del nou règim. Podem localitzar associacions de tot l'àmbit provincial i de tipologia diversa: esportives, culturals, polítiques, religioses… Bona part dels expedients són anteriors a la Guerra Civil i, per tant, sota la regulació de la Llei de 1887. La documentació que integra cada un dels expedients està regulada per la Llei: acta de constitució i estatuts, bàsicament. Hem seleccionat per il·lustrar aquesta sèrie l'expedient de constitució del Club Gimnàstic de Tarragona, generat l'any 1894, la primera pàgina dels Estatuts del qual reproduïm.

### Fotografia de l'Hospital de Santa Tecla
El fons d'imatges generat per l'activitat professional del fotògraf Raimon Miserachs Vall abasta des de la dècada dels anys 40 fins a l'any 1991, i és d'importància considerable per a observar l'evolució urbana d'un gran nombre de poblacions, monuments i llocs d'interès de Catalunya, tot i que també s'hi pot trobar un notable volum d'imatges d'indrets més allunyats, com Andorra, diferents localitats d'Aragó o del País Valencià. Juntament amb la temàtica topogràfica, un altre dels objectius del fotògraf a partir dels anys 60 fou la fotografia comercial i industrial, de forma que hi descobrim igualment una extensa perspectiva de l'activitat del comerç i la indústria de les comarques tarragonines.
Originari de Manresa, on va néixer l'any 1905, aquest fotògraf va començar a realitzar treballs fotogràfics tot just acabada la guerra civil, i a l'inici dels anys 40 s'establí a la ciutat de Tarragona com a fotògraf professional i creà l'empresa Foto Raymond, especialitzada en la producció de postals i de fotografia industrial. A partir d'aquest moment i fins a la seva jubilació la seva producció fotogràfica fou constant i molt nombrosa. L'any 2007 el seu fons va ser dipositat a l'AHT, que des d'aleshores en realitza el corresponent tractament arxivístic.

## Fons
La documentació dels fons està situada entre el s.XII i el s.XXI, ocupant 5.206 metres lineals de documentació escrita i 7.950 de documentació fotografica.
- Fons de la Generalitat de Catalunya. En aquest fons es troba la documentació generada per les delegacions de la Generalitat en el territori.
- Fons de l'Administració local. Format per la documentació de diferents ajuntaments de la comarca (Tarragona, Renau, Vespella de Gaià) i el Consell Comarcal del Tarragonès.
- Fons de l'Administració perifèrica de l'Estat. Format per la documentació de les diferents delegacions estatals a la província de Tarragona.
- Fons de l'Administració reial i senyorial. Format per la documentació històrica produïda pel Duc de Medinaceli i els Comtes de Santa Coloma de Queralt.
- Fons notarials. Format per la documentació notarial amb més de cent anys d'antiguitat corresponent als set districtes notarials de la província.
- Fons judicials. En aquest fons podem trobar la documentació produïda per diferents tipus de tribunal, audiències i magistratures.
- Fons registrals. Format per la documentació produïda per les diferents comptadories d'hipoteques dels principals municipis de la província, els registres de la propietat i les oficines liquidadores d'impostos.
- Fons d'institucions. Format per la documentació generada per institucions públiques de tota classe ja siguin centres penitenciaris, juntes electorals o patronats.
- Fons religiosos. Compost per documentació provinent de diferents monestirs i institucions religioses de la província deTarragona.
- Fons d'associacions i fundacions. Compost per la documentació històrica generada per institucions tant de caràcter públic com privat de diversos i diferents àmbits (polític, social).
- Fons comercials i d'empreses. Aquest fons està compost per les donacions fetes, per diferents empreses del sector privat, de la seva documentació.
- Fons personals. Format per les donacions o compres fetes per l'arxiu de la documentació de diferents ciutadans particulars.
- Col·leccions. Format per diferents col·leccions de pergamins, manuscrits, fotografies i col·leccions particulars de diferent tipus.
- Arxiu de complement. Format per fons notarials i documents diversos.